# Classe Dabur
La classe Dabur est une classe de patrouilleurs construite aux États-Unis par la firme Sewart Seacraft, puis  par la firme israélienne IAI Ramta pour être utilisée à la sécurité maritime des côtes et à la lutte anti-terroriste à partir de 1970.

## Service israélien
Les premières vedettes de classe Dabur furent utilisées en octobre 1973 lors de la Guerre du Kippour.

## Autres opérateurs
- Argentine (4 unités)
- Chili (8 unités)
- Fidji
- Guatemala
- Honduras
- Nicaragua